# Sirandanes
Sirandanes est un recueil de devinettes poétiques publié en 1990 par Jean-Marie-Gustave Le Clézio.
Ce recueil de 92 pages met en exergue l'habileté des habitants de l'île Maurice à l'art de la devinette.
Illustré, cet ouvrage place sur un plan poétique le jeu oral de la devinette. Il est suivi d'un lexique franco-créole.